# 日語維基百科
日語維基百科是維基百科計畫的日語版本，一個自由、開放內容的百科全書計畫。目前是在各語言維基百科計畫中，規模排名第12（依條目量計算），不計拉丁文字圈的語言則名列俄語維基百科之後，排在第二位。日語版維基百科始於2002年9月，至2020年4月18日已達至1,200,885篇條目，IP編輯者比例較高。而在首页布置方面，日语维基百科的首页版式设计，除典范条目置顶外，与其它语言有着明显差异，也是少有的没有设置新闻板块的维基百科首页（新闻板块  于2006年经投票决定废止，仅有记录新闻的主题页面尚存）。

## 歷史

### 創立伊始
維基百科計畫始於2001年5月，日語維基百科與其他11個不同語言的維基百科一同被創建。日語版原始的網址為http://ja.wikipedia.com和http://nihongo.wikipedia.com/ ，所有的頁面都是使用拉丁字母與日語羅馬字寫的，當時的系統不支援日文字元，首頁的歡迎標語也是採用日語羅馬字寫的「irasshaimase!」（いらっしゃいませ，即歡迎）。第一篇條目是名為「Nihongo No Funimekusu」（日本語のフニメクス、日本語音素）的文章，以日語羅馬字書寫而成，大約於3月下旬至4月上旬間由英語維基百科用戶RoseParks發表。

### 日語化
2002年9月1日，維基百科系統升級至Phase III，從那時起，系統能夠追蹤文章，由此得知老條目。有些文章是由幾位非日本母語使用者所發表，主要包含日本文化、語言、地理和程式設計相關的文章。同樣在9月，維基百科軟體介面開始譯成日語。同年，GNU自由文档協定證書翻譯完成。12月中旬時，註冊的用戶保持於10人，條目數也保持為10篇。

### 參與者大幅增長

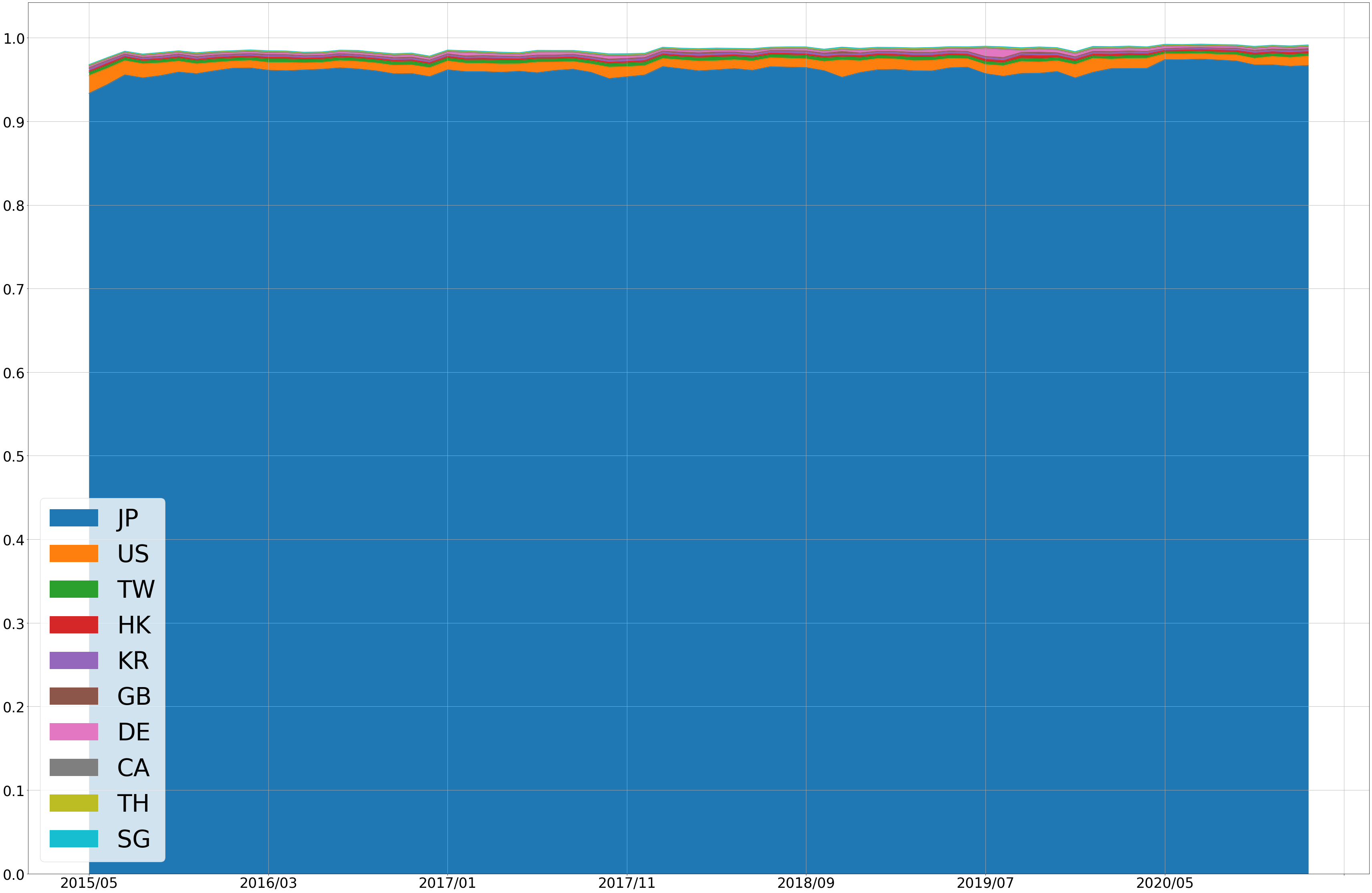
日语维基百科人国别

2003年1月31日，《Wired News》日文版刊登維基百科的新聞，這次報導是日文媒體對維基百科最早的介紹。
在此以後，參加者的數量開始可觀地增加，許多維基百科的說明頁面被翻譯成日語或被建立。漫畫家、日本地方的行政區、都、道、府、縣等條目數開始成長，證券交易的相關條目也出現了。
維基百科計畫歷經了多次伺服器當機的事件，雖然如此，但在總體發展而言，這樣的事件並不影響維基百科計畫的持續成長。自從完成10000條目以後，維基百科日文版大多數時間以相同速度的成長率新增條目。

#### 大規模的資料當機
2003年12月，服務維基百科的三台伺服器發生故障。包含全體語言和各種姊妹企劃停止了數日。用戶進行捐贈提供了購買新伺服器的費用。
2004年6月7日凌晨，維基百科等資料庫伺服器故障，次日12點前以前包含全體語言和各種姊妹企劃停止。在當機之前的一段時間的編輯無法恢復。
2005年2月22日日本時間7點15分，資料中心發生停電事故，全體語言版停止運作。當天隨即以唯讀情況恢復了運作，但寫入的功能需要等到次日日本時間7點25分左右才恢復。

#### 全球排名先升後跌
2006年4月9日，日語維基百科條目數量達到20万、8月28日達成25万、12月15日再達到30万。2006年1月，條目數超越波蘭語版，成為全球第5位。2007年8月10日，條目數達到40万。2008年6月25日，數量達到50万。2009年7月8日，條目數達到60万，但在同年12月被意大利語版超越降至第6位。2010年8月31日（日本時間9月1日），條目數達到70万。
2011年3月，西班牙語版超越日語版，日語維基百科降至第7位，隨後在9月被俄羅斯語版超越，再於10月被荷蘭語版超越，排名降至第第9位。
2012年4月3日，條目数達到80万，不過同年繼續被波蘭語版、瓦瑞語版和宿霧語版超越跌至第12位。2013年9月，再度被越南語版超過，但同年11月再次追過回升至第12位。
2014年3月14日，條目数達到90万。
2016年1月19日，條目数達到100万，為第13個突破百萬條目的語種。

## 特色

### IP用戶比例最高

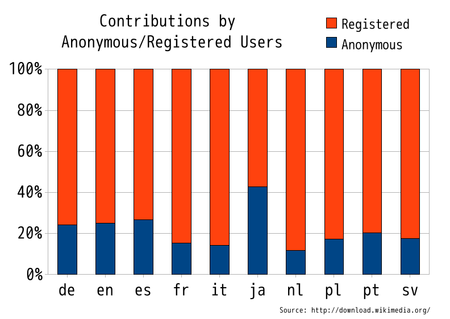
2007年12月，不同語言版本維基百科的註冊使用者（紅）和IP用戶（藍）編輯次數比例，當中可見日語IP用戶比例較其他版本為高。

日語版維基百科的特色之一是不登入、不註冊的編輯者於註冊用戶的比例特別高。2007年12月，總編輯次數中約40%均是沒有登入的IP用戶，這個比率到2010年更近乎達到50%。
在2005年舉辦的第一屆Wikimania中，來自日語維基百科的與會者僅有2名，還低於總編輯人數遠遠不及日語維基百科的荷蘭語版和中文版。
英語維基百科不允許IP用戶新建頁面，日語維基百科開放IP用戶也可創建新頁面。

### 新聞的收录原则
日語維基百科禁止任何新聞動態，相關的新消息會隨後一天才會更新，以防止有謠言出現。對於戰爭及刑事案件等日本籍相關當事人的條目，則大多不予建立，或以不提及相關當事人姓名的方式撰寫條目。例如在伊拉克被綁架殺害的日本人香田証生則以綁架事件的名稱「伊拉克日本人青年殺害事件」（イラク日本人青年殺害事件）作為條目名稱，直到2019年的川崎殺傷事件，與京都動畫縱火案，都是以不提及相關當事人姓名的方式撰寫，無論該人姓名是否已被公布，或已由日本媒體所報導。但仍会提及对知名活动有重大影响的经历的相关知名人物的姓名，例如制造東池袋汽車暴衝死傷事故的犯人饭冢幸三，在2021年9月被判处5年监禁并被剥夺瑞宝重光章后根据社群讨论共识提及该人姓名，在此之前，饭冢幸三的介绍页面内并没有东池袋汽车失控死伤事故的相关内容，事故介绍页面内的饭冢幸三的名字也被“加害者”代替，两页面更因为相关编辑争议而被保护又或者當事人願意積極公開事件，例如秋葉原殺人事件加藤智大因在著作提及殺人事件，符合日語維基百科名字收錄標準。

### 重視著作權
日語維基百科與日本國內一樣，極為重視著作權，不允許合理使用的圖片等任何媒材放入條目內。對於侵害著作權的內容，即使只有一部份，亦大多以全文刪除的方式從嚴處理，且可做特定編輯版本的移除。複製、分割、合併其他條目內容及從其他語言版本翻譯條目時有一特殊規則：必須以摘要欄中註明文章來源或翻譯的來源與日期，否則直接貼進去會被以「履歷不繼承」或GFDL違反，視為侵害著作權提交刪除處理。

### 日本中心
日語維基百科最常受到批評之處，就是其日本中心傾向。日語在二戰前曾經伴隨帝國主義通行於東亞各地，但戰後幾乎僅在日本國內常用，部分編寫者不經意就會流露日本中心思考的情況。例如以「海外」代稱日本以外，或是條目中大量舉例日本國內的現況。雖然日語維基如其他語言版有「避免日本中心」的方針，但目前仍處於草案階段，尚未實施。

### 偏袒民族主義內容
日文維基百科的管理員被指偏袒以及保护极端民族主义的內容，并粉饰战争罪行，例如南京大屠杀條目相關內容。

### 維基百科標誌
早期日語維基百科左上角的維基百科標誌並沒有一如英語版「The Free Encyclopedia」或中文版「自由的百科全書」標語，僅有維基百科的日語名稱。後來使用者在2005年討論通過加註標語，並在、等候選案中，選擇最前者，理由是為英語「free」的音譯，同時有免費、自由的意思。過程詳見Wikipedia‐討論:標誌/投票。

## 外部連結
- 日語維基百科 （页面存档备份，存于）